# Haolong
Haolong (昊龙) est un cargo spatial réutilisable chinois conçu par l'Institut de Chengdu sous l'AVIC. Il réduit les coûts de transport vers la station spatiale chinoise, se lance par fusée commerciale, s’amarre, réintègre l’atmosphère et atterrit horizontalement pour être réutilisé. Son design ailé optimise les missions de fret. Présenté au 15e Salon international de l'aviation et de l'aérospatiale de Chine.

## Historique
| Date              | Événement                                                                                              |
| ----------------- | --- |
| 11 novembre 2024  | Annonce de la conception du Haolong et début de la phase de développement technique.                   |
| 12 novembre 2024  | Présentation du modèle de Haolong lors du Salon Aéronautique de Zhuhai, Chine.                         |
| 17 novembre 2024  | Publication sur le lancement et la réutilisation de Haolong pour la station spatiale Tiangong.         |
| Fin novembre 2024 | Début de la phase de validation des systèmes de vol du Haolong pour l'engineering flight verification. |
| Décembre 2024     | Préparation pour la première mission de transport de cargo après le premier lancement.                 |

## Caractéristiques techniques
- Longueur : 10 mètres
- Envergure : 8 mètres
- Poids total : Moins de 7 tonnes  
- Capacité de charge : 1,8 tonne  
- Ailes : Grandes ailes delta en flèches, repliables  
- Fuselage : Arrondi 
- Propulsion : Mis en orbite par une fusée commerciale  
- Objectif : Acheminer vivres et matériel vers la station spatiale chinoise 
- Avantage : Solution low-cost grâce à la réutilisabilité  
- Prototype : Taille réelle construit par l'Institut de recherche aéronautique de Chengdu  

- Lancement : Le Haolong serait lancé sur une fusée (pas de détails sur le type spécifique de moteur de la fusée).
- Réentrée et atterrissage: Après avoir rempli sa mission, le Haolong sépare de la station spatiale, effectue une rentrée autonome dans l'atmosphère, et se pose horizontalement sur une piste d'aéroport.
- Entretien et réutilisation : Après une inspection, maintenance et réparations, le Haolong est conçu pour être réutilisé pour d'autres missions de transport de cargos.